# Häggvall, Lysekils kommun
Häggvall är en bebyggelse sydost om Brastad vid länsväg 162 i Lyse socken i Lysekils kommun. Från 2015 till 2023 avgränsade SCB här en småort. Vid avgränsningen 2023 klassades området som en tätort med ett utvidgat område som även omfattar den tidigare småorten Heden.